# Merris
Merris là một xã ở tỉnh Nord ở miền bắc nước Pháp. Xã này có diện tích 10,09 km², dân số năm 1999 là 957 người. Xã nằm ở khu vực có độ cao trung bình 23 mét trên mực nước biển.
Cự ly khoảng 15 km (9,3 mi) về phía tây-tây-bắc Armentières, và khoảng 20 km (12 mi) về phía bắc Béthune.